# Bourrignon
Bourrignon är en ort och kommun i distriktet Delémont i kantonen Jura, Schweiz. Kommunen har 261 invånare (2023).